# Mairetis microsperma
Mairetis microsperma är en strävbladig växtart som först beskrevs av Pierre Edmond Boissier, och fick sitt nu gällande namn av Ivan Murray Johnston. Mairetis microsperma ingår i släktet Mairetis och familjen strävbladiga växter. Inga underarter finns listade i Catalogue of Life.